# Lami
Lami（2003年3月3日—），韓國女演員，本名為金聖鏡（：／ Kim Sung-kyung），出生於韓國釜山廣域市，京畿道水原市靈通區遠川洞出身，為SM娛樂旗下演員。曾為原公司練習生以及SM ROOKIES前成員。

## 影視作品

### 電視劇
| 年份   | 電視台     | 劇名                       | 角色   | 性質           |
| 2011年 | MBC        | 一閃一閃亮晶晶             | 韓晶苑 | 女主角（童年） |
| 2011年 | KBS        | Drama Special — 完美的間諜 | 李敏晶 | 女主角（童年） |
| 2011年 | MBC        | 我也是花                   | 車奉善 | 女主角（童年） |
| 2012年 | SBS        | 鋼琴下的祕密               | 洪多美 | 女二（童年）   |
| 2012年 | JTBC       | 妻子的資格                 | 趙雲敏 | 兒童演員       |
| 2023年 | ENA        | Oh！英心                   | 朴尚恩 | 女配角         |
| 2023年 | U+Mobiletv | 天黑了                     | 朴世恩 | 特別出演       |

### 電影
| 年份   | 片名     | 角色 | 性質       |
| 2013年 | 模犯母親 | 西珍 | 女主角之女 |
| 2013年 | 11點     | 永恩 | 兒童演員   |

## 綜藝節目

### 固定出演
| 日期                    | 電視台         | 節目名稱                  |
| 2015年7月23日－12月17日 | Disney Channel | 《The Mickey Mouse Club》 |

## 外部連結
- 官方网站
- Lami的Instagram帳戶